# Suizei
Imperador Suizei (綏靖天皇, Suizei-tennō) (12 de maio de 625 a.C. — 549 a.C.), por vezes romanizado como Suisei e conhecido como Kamu-nuna-kaha-mimi no mikoto; foi o 2º imperador do Japão, na lista tradicional de sucessão.

## Narrativa Legendária
No Kojiki, podemos encontrar o registro de sua ascensão ao trono. De acordo com a sua história Suizei era o filho mais jovem da primeira esposa de Jimmu, Isukeyorihime. Seu irmão mais velho, Kamuyawimimi deveria ser o príncipe herdeiro. Com a morte de Jimmu Tagishimimi, um dos filhos mais jovens de Jimmu, Ahiratsuhime, tentou tomar o trono. Suizei encorajou Kamuyawimimi a matar Tagishimimi, mas tomado pelo medo não o fez, Suizei então realizou o ato. Por causa disso, Kamuyawimimi cedeu seus direitos e declarou que Suizei, muito mais corajoso que ele, deveria ser o imperador.
Este nome foi lhe dado postumamente e literalmente significa "Paz Alegria Saudável" que é característico do budismo chinês, o que sugere que o nome deve ter sido oficializado séculos após a morte de Suizei, possivelmente no momento em que as lendas sobre as origens da Dinastia Yamato foram compilados como as crônicas conhecidas hoje como o Kojiki.
O lugar de seu túmulo imperial (misasagi) é desconhecido.  Este imperador é tradicionalmente venerado num memorial no santuário xintoísta de Nara. A Agência da Casa Imperial designa este local como seu mausoléu.
Antes da sua ascensão ao trono, seu nome era Kamisama Gawa Mimino no Mikoto.
Suizei reinou de 581 a.C. a 549 a.C..